# Sveriges herrlandslag i handboll i Europamästerskapet 2008
Sveriges herrlandslag i handboll vid EM 2008 i Norge.

## Truppen
Truppen såg ut enligt följande:
| Nr | Namn             | Klubblag               | Notiser                                 |
| -- | ---------------- | ---------------------- | --------------------------------------- |
| 1  | Tomas Svensson   | Portland San Antonio   |                                         |
| 12 | Dan Beutler      | SG Flensburg-Handewitt |                                         |
| 16 | Per Sandström    | HSV Hamburg            | Inkallades som reserv under slutspelet. |
| 2  | Martin Boquist   | FC Köpenhamn           |                                         |
| 4  | Henrik Lundström | THW Kiel               |                                         |
| 5  | Kim Andersson    | THW Kiel               |                                         |
| 6  | Jonas Källman    | BM Ciudad Real         |                                         |
| 7  | Magnus Jernemyr  | GOG Svendborg TGI      |                                         |
| 8  | Johan Petersson  | IF Hallby              |                                         |
| 9  | Jan Lennartsson  | Ålborg                 |                                         |
| 11 | Dalibor Doder    | BM Aragón              |                                         |
| 13 | Marcus Ahlm      | THW Kiel               |                                         |
| 14 | Robert Arrhenius | BM Aragón              |                                         |
| 15 | Jonas Larholm    | FC Barcelona           |                                         |
| 17 | Oscar Carlén     | Ystads IF              |                                         |
| 18 | Tobias Karlsson  | Hammarby IF            | Deltog inte i någon match.              |